# Hillerød
Hillerød je město ve východním Dánsku, sídlo regionu Hovedstaden. Nachází se v severní části ostrova Sjælland, 32 km severozápadně od Kodaně. V roce 2005 zde žilo 37 291 obyvatel.
Hlavní pozoruhodností Hillerødu je někdejší královský zámek Frederiksborg (Frederiksborg Slot), stojící na třech ostrůvcích uprostřed Zámeckého jezera (Slotsø). Tato stavba, jejíž převážná část ve stylu nizozemské renesance pochází z počátku 17. století, je největším renesančním zámkem v celé severní Evropě.